# ベタインレダクターゼ
ベタインレダクターゼ(betaine reductase)は、次の化学反応を触媒する酸化還元酵素である。
アセチルリン酸 + トリメチルアミン + チオレドキシンジスルフィド + H2O {\displaystyle \rightleftharpoons } N,N,N-トリメチルグリシン + リン酸 + チオレドキシン
この酵素の基質はアセチルリン酸、トリメチルアミン、チオレドキシンジスルフィドとH2Oで、生成物はN,N,N-トリメチルグリシン、リン酸とチオレドキシンである。
この酵素は酸化還元酵素に属し、ジスルフィドを受容体としてX-HとY-HからのX-Y結合の形成に特異的に作用する。組織名はacetyl-phosphate trimethylamine:thioredoxin disulfide oxidoreductase (betaine-forming)で、別名にacetyl-phosphate trimethylamine:thioredoxin disulfide oxidoreductase (N,N,N-trimethylglycine-forming)がある。